# Unité pour la Paix et l'Immigration
Unité pour la Paix et l'Immigration (hébreu : אחדות למען השלום והעלייה, Ahdut LeMa'an HaShalom VeHaAliya) était un parti politique israélien éphémère et ne comptant qu'un seul membre du début des années 1990.

## Histoire
Le parti a été formé quand Efraim Gur quitta l'Alignement en 1990, lors de la 12e session de la Knesset. Efraim Gur fut invité à rejoindre le nouveau gouvernement d'Yitzhak Shamir formé le 11 juin 1990 (sans l'Alignement), et accepta. Il fut initialement vice-ministre des Communications, mais devint vice-ministre des Transports en novembre 1990.
À la fin de la session de la Knesset, Efraim Gur fusionna le parti au sein du Likoud et Unité pour la Paix et l'Immigration cessa alors d'exister. Efraim Gur conserva son siège lors des élections législatives israéliennes de 1992 en étant sur la liste du Likoud, mais quitta son nouveau parti et siégea jusqu'à la fin de la nouvelle session comme indépendant. Il créa un nouveau parti du nom d'Unité pour la Défense des Nouveaux Immigrants qui participa aux élections législatives de 1996 sans parvenir à franchir le seuil électoral requis. Il disparut subséquemment. 